# Colline del Burundi

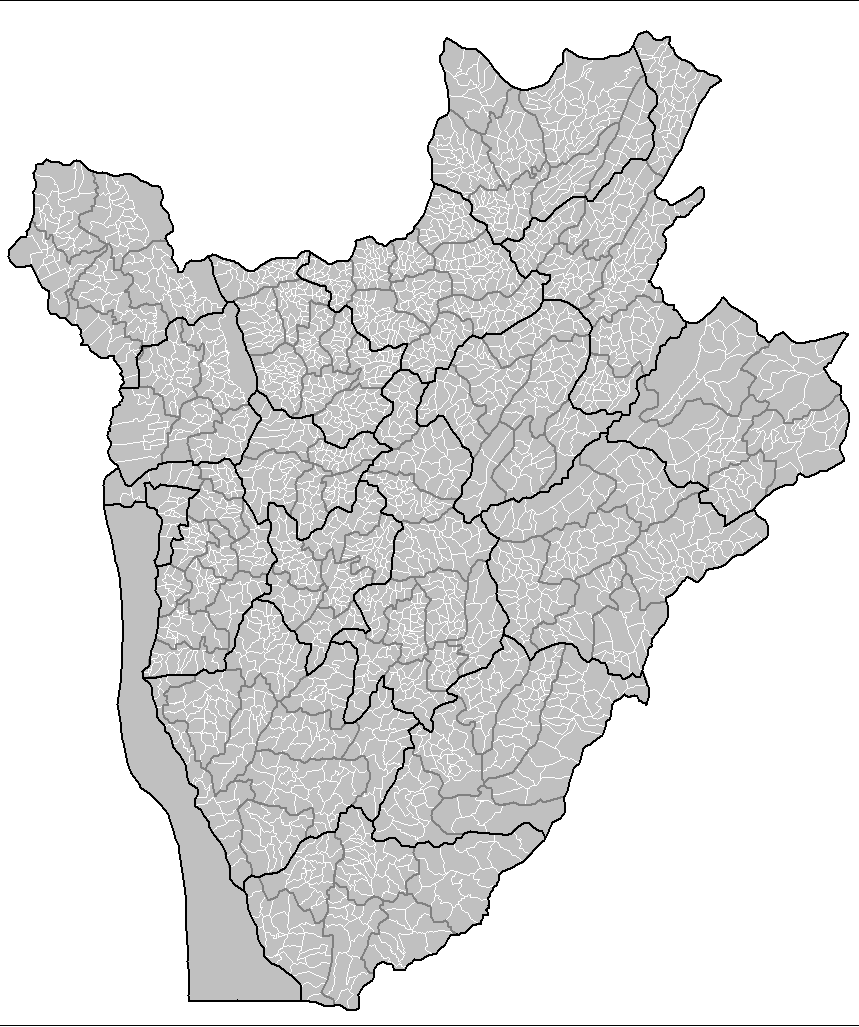
Mappa delle colline del Burundi

Le Colline del Burundi (in francese Collines, in kirundi imisozi) sono una suddivisione amministrativa di terzo livello dello stato africano del Burundi.
Le 17 province sono suddivise in 117 comuni a loro volta formati da 2 639 colline, dalla popolazione media di poche migliaia di abitanti.